# Gynoplistia ambulator
Gynoplistia ambulator là một loài ruồi trong họ Limoniidae. Chúng phân bố ở miền Australasia.